# Evangelische Kirche Dallau

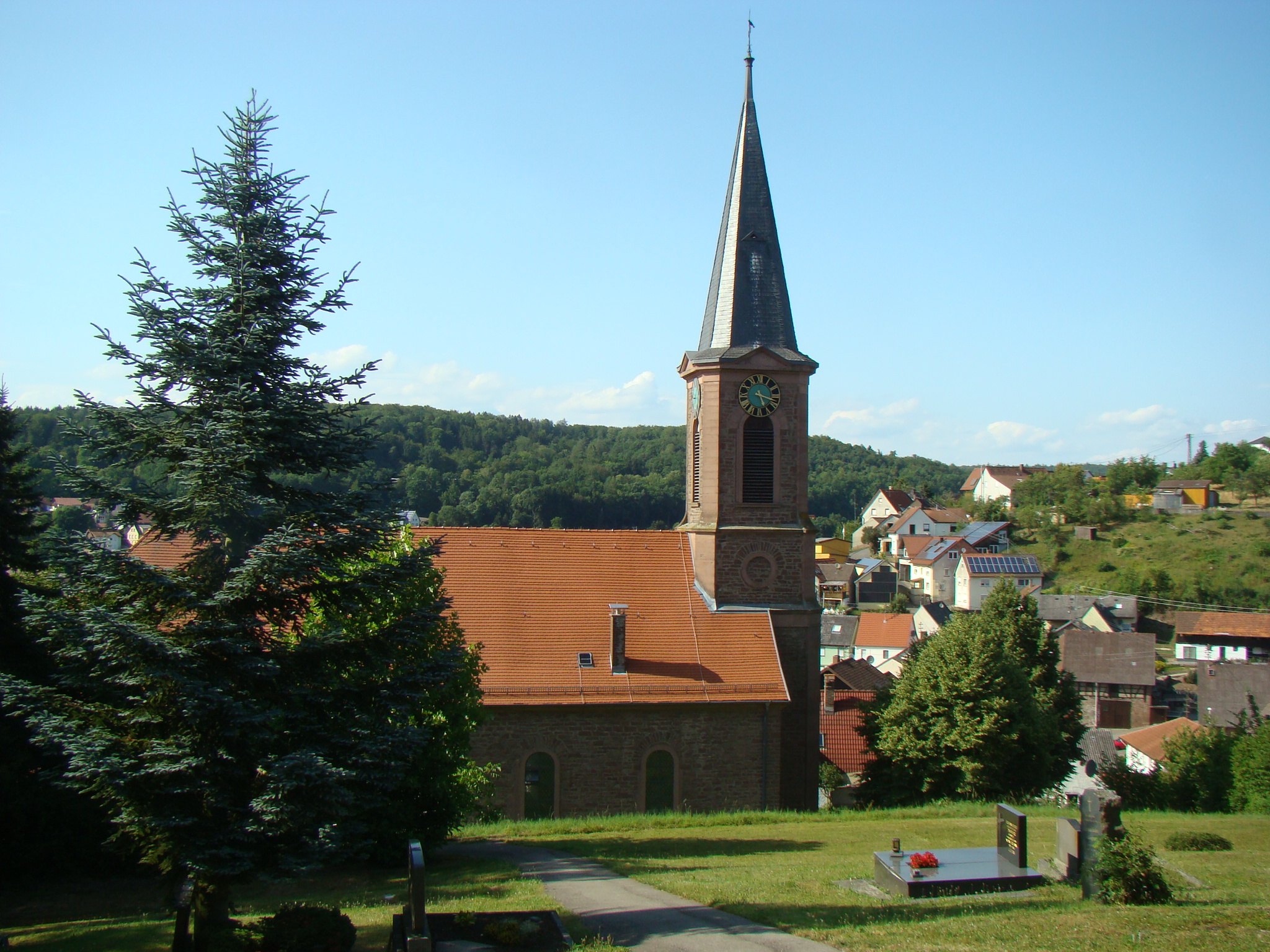
Evangelische Kirche Dallau

Die Evangelische Kirche steht in Dallau, einem Ortsteil von Elztal im Neckar-Odenwald-Kreis in Baden-Württemberg. Das Bauwerk ist beim Landesamt für Denkmalpflege Baden-Württemberg als Baudenkmal eingetragen. Die Kirche gehört zum Kirchenbezirk Mosbach der Evangelischen Landeskirche in Baden.

## Beschreibung
Die 1779 gebaute Saalkirche besteht aus einem Langhaus und einem Chorturm im Osten, der halb in das Langhaus eingestellt ist. Sie wurde 1856 nach einem Entwurf von Hermann Behagel umgebaut. Der Chorturm wurde aufgestockt und mit einem spitzen Helm versehen. Sein oberstes Geschoss beherbergt die Turmuhr und den Glockenstuhl. Der Innenraum im Erdgeschoss des Chorturms erhielt einen Chor mit Fünfachtelschluss.